# Dacrydium beccarii
Dacrydium beccarii är en barrträdart som beskrevs av Filippo Parlatore. Dacrydium beccarii ingår i släktet Dacrydium, och familjen Podocarpaceae. IUCN kategoriserar arten globalt som livskraftig. Inga underarter finns listade i Catalogue of Life.

## Bildgalleri

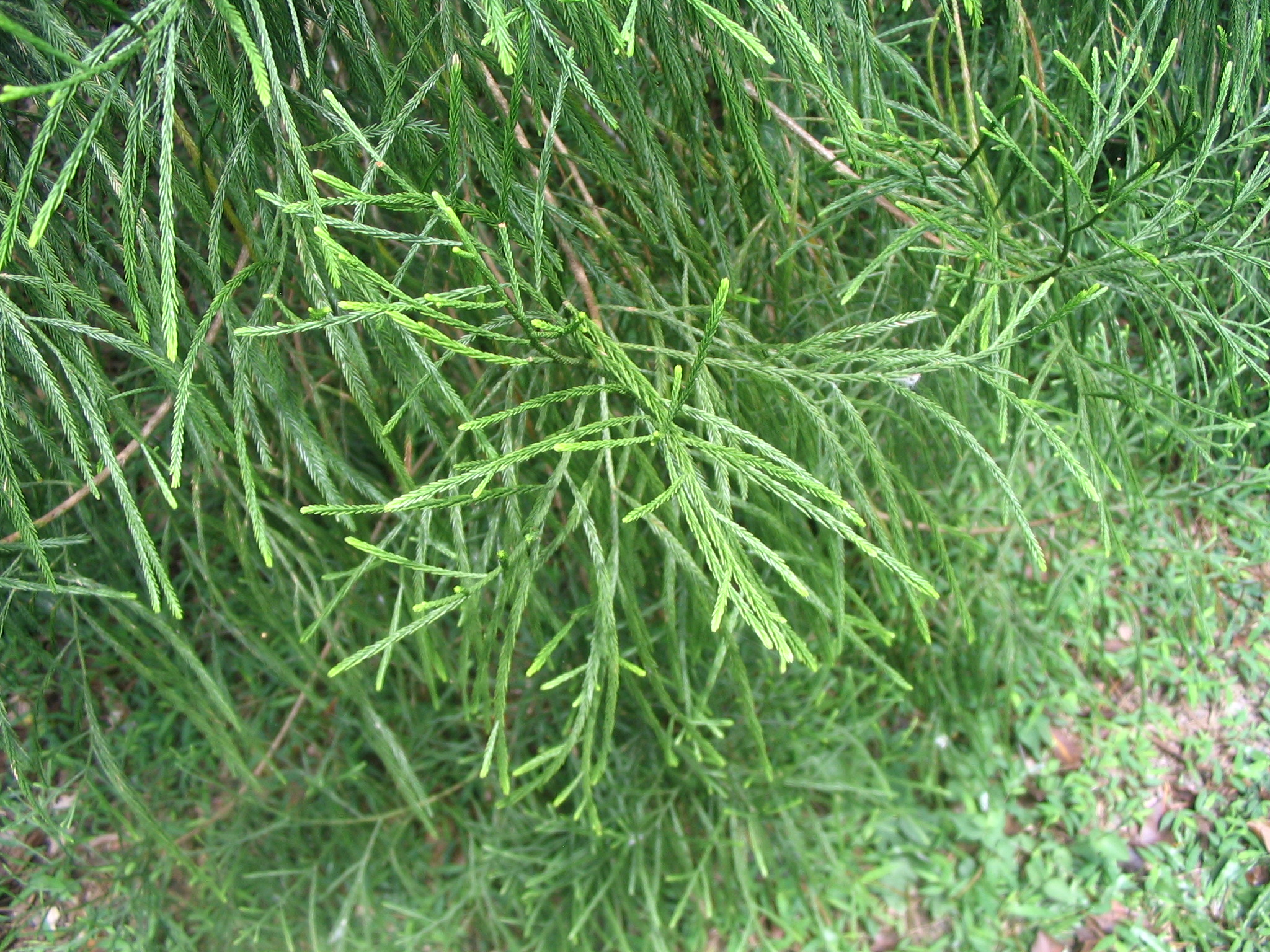
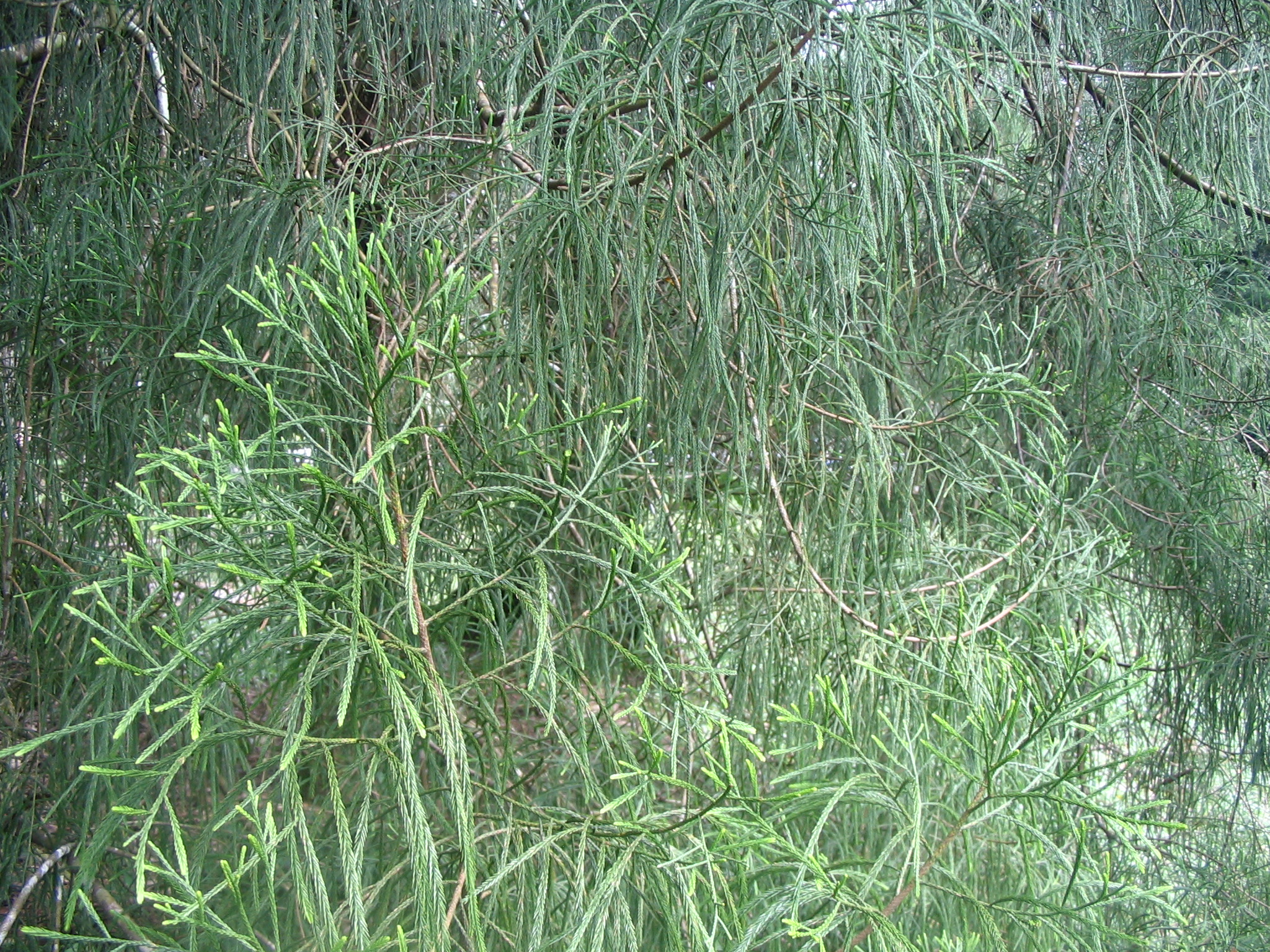
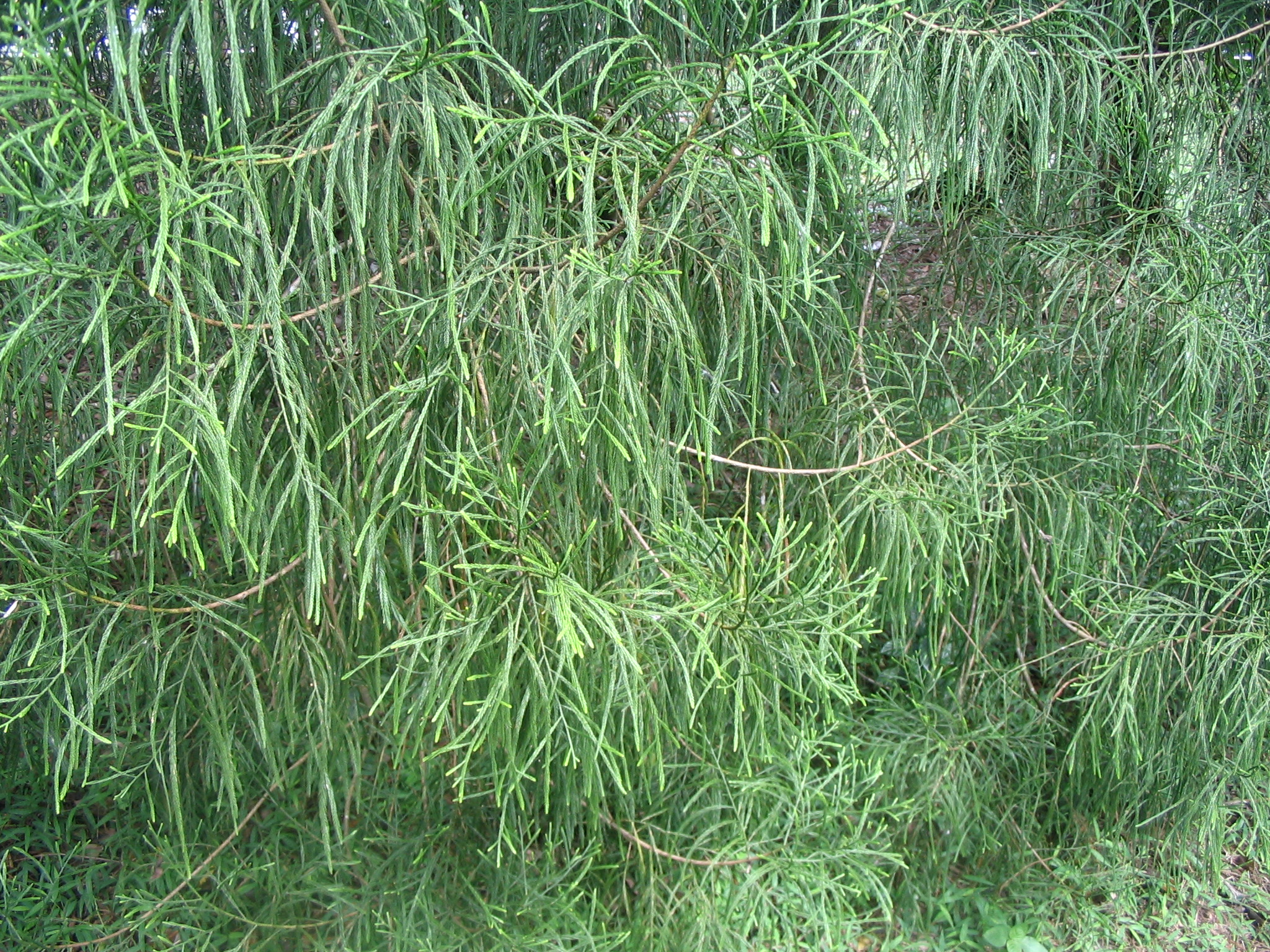